# ابن العوام

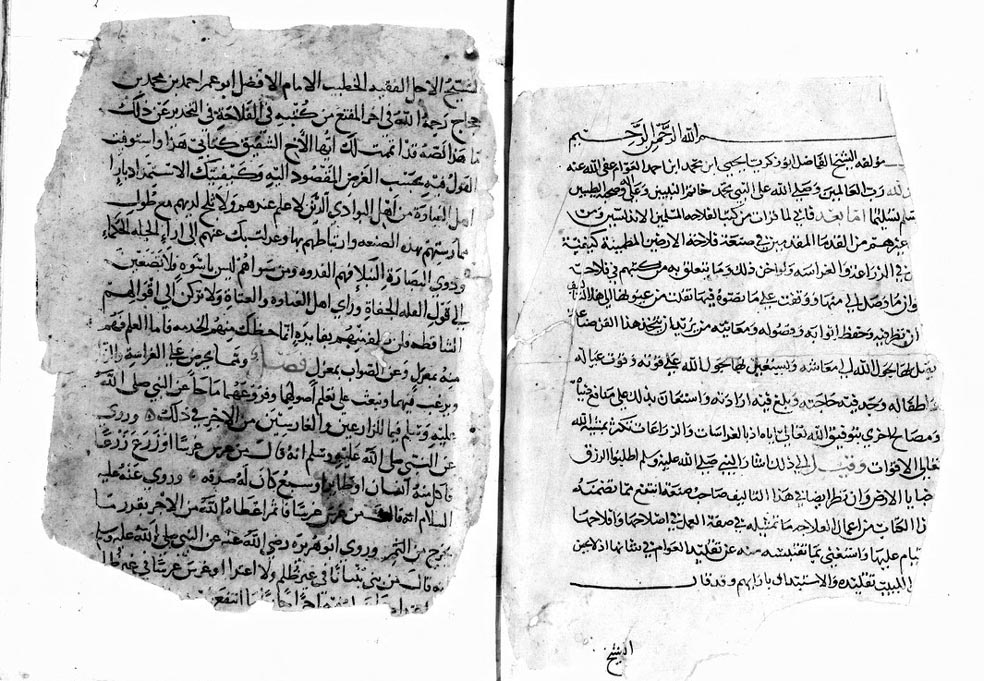
نوشته‌های ابن العوام در رابطه با کشاورزی

ابن العوام یا أبو زکریا بن العوام کشاورز‎ مسلمان عرب‎ بود که در سویل اسپانیای جنوبی در قرن دوازدهم رشد کرد. او یک دستنامه مفصل در مورد کشاورزی به نام کتاب‌الفلاحه نوشت، که جامع‌ترین کتاب کشاورزی عربی در قرون وسطی بود. این کتاب در قرن نوزدهم به زبان اسپانیایی‎ و فرانسوی‎ ترجمه شد. ترجمه فرانسوی آن حدود ۱۳۵۰ صفحه است.
نام کامل او ابو زکریا یحیی ابن محمد بن احمد بن العوام الشبیلی است. نام رسمی «الشیبلی» در پایان نام او به معنای اهل سویل است. تاریخ تولد و مرگ او مشخص نیست. تقریباً همه چیزهایی که در مورد زندگی‌نامه او مشخص است، از کتاب او گرفته شده‌است. به نظر می‌رسد که مالک زمین بزرگی است که صرفاً به مسائل کشاورزی علاقه دارد. مشخص است که او دستی گیاهان زیادی را کاشته و آزمایش‌هایی با طیف گسترده‌ای از محصولات انجام داده‌است. همچنین مشخص است که او نوشته‌های مربوط به کشاورزی پیشینیان خویش را به خوبی خوانده‌است. در واقع کتاب او بیشتر از روی نوشته‌های نویسندگان دیگر گردآوری شده‌است. او اطلاعاتی را از ۱۱۲ نویسندهٔ پیش از خود نقل می‌کند. نقل قول از نویسندگان پیش از خود را با نتیجه‌گیری خلاصه شدهٔ زیر تجزیه و تحلیل کرده‌است: در مجموع ۱۹۰۰ نقل قول مستقیم و غیرمستقیم، که ۶۱۵ مورد آن از نویسندگان یونانی است، ۵۸۵ مورد از نویسندگان عرب خاورمیانه (بیشتر آن از کتاب کشت گیاهان نوشته:ابن وحشیه)، و ۶۹۰ نقل قول از نویسندگان عربی اندلس (بیشتر آن‌ها از ابن بصال، ابوالخیر الاشبیلی یا مسلم بن حجاج نیشابوری، که هر سه نفر آن‌ها دراواخر قرن یازدهم در اسپانیای جنوبی کتاب‌هایی دربارهٔ کشاورزی نوشتند، که تنها نسخه‌هایی ناقص از آن‌ها باقی مانده‌است). ابن العوام تنها به کمی از نویسندگانی که از آن‌ها نام برده استناد می‌کند:این گروه به نوبه خود شامل تمام مطالب نویسندگان مورد استناد اوست. تأثیرگذارترین منابع مستقیم او منابع عربی اندلسی بودند، که به نوبه خود با منابع مختلف غیر اندلسی از جمله منابع کلاسیک دوران قدیم آشنا بودند. منابع اندلسی او هم مثل خودش کتاب ژئوپنیکا و کشت گیاهان را خوانده بودند.
کتاب ابن‌العوام به سی وچهار فصل تقسیم شده‌است. سی فصل اول در مورد محصولات کشاورزی و چهار فصل آخر در مورد حیوانات است. چهار فصل اول کتاب به صورت متوالی با انواع مختلف خاک، کود، و طراحی یک باغ مربوط است. پنج فصل بعدی در مورد کشت گیاهان میوه و شامل: سپس پنج فصل در زمینه درختان میوه وجود دارد از جمله پیوند، هرس کردن، رشد قلمه‌ها، و غیره، و یک دوجین از درختان میوه مختلف به صورت جداگانه مورد بررسی قرار می‌گیرند. فصول بعدی در مورد شخم زدن،انتخاب دانه‌ها، فصول و وظایف آنها، کشت دانه، حبوبات، گیاهان دارای اسانس و گیاهان صنعتی است. باز هم بسیاری از گیاهان و روش کاشت آن‌ها به‌طور جداگانه مورد بررسی قرار می‌گیرند. یک فصل به روش نگهداری و ذخیره مواد غذایی پس از برداشت اختصاص داده شده‌است، موضوعی که به صورت مکرر در جای دیگر می‌آید. به علائم بسیاری از بیماری‌های درختان و انگورها همچنین روش‌های درمان اشاره شده‌است. فصل‌های مربوط به حیوانات شامل بحث در مورد بیماری‌ها و صدمات وارده به اسب‌ها و گاوها می‌شود.
کتاب ابن العوام، یک دائرةالمعارف کشاورزی بیش از هزار صفحه، عمدتاً مجموعه‌ای از نوشته‌های نویسندگان دیگر است. اما ابن‌العوام راهنمایی‌ها و اطلاعات غنی خود را در مورد این رشته به کتاب افزوده‌است.
نسخه‌ای از این کتاب در سال ۱۸۰۲ با متن عربی به همراه ترجمهٔ اسپانیایی آن منتشر شد و نسخه‌ای در سال ۱۸۶۴ به زبان فرانسه منتشر شد. این چاپ‌ها روی اینترنت به صورت رایگان در دسترس هستند.